# Abec

abec(아베시)는 일본의 삽화가이다. 《이 라이트 노벨이 대단해! 2011》에서 일러스트 레이터 부분 6위, 《이 라이트 노벨이 대단해! 2012》에서 일러스트 레이터 부분 3위, 《이 라이트 노벨이 대단해! 2013》에서 일러스트 레이트 부분 1위를 했다.

## 작품

### 삽화 및 일러스트
- 소드 아트 온라인 (저 : 카와하라 레키/전격 문고)

### 게임
- 브레이블리 세컨드 (캐릭터 디자인 : 에이미·매치락, 안제로·W·파네토네)[1]

### 카드 게임
- 안쥬·빌쥬 (카드 일러스트)